# Wilhelm Redemann
Wilhelm Redemann (* 1892 in Hannover; † 1953 ebenda) war ein deutscher Maler Restaurator und Fotograf.

## Leben
Wilhelm Redemann war ein Schüler des Restaurators Friedrich Koch, als der er ab 1935 im Provinzialmuseum Hannover an der Restaurierung des aus Göttingen stammenden Barfüßeraltars arbeitete.

## Werke (Auswahl)
- Besitz der Stadt Hannover:
  - Ecke Markt- und Breite Straße
- Niedersächsisches Landesmuseum Hannover:
  - Bücherstand am Aegidiendamm in Hannover, zwischen 1920 und 1930, Leinwand auf Pappe aufgezogen, 47 × 59 cm[1]
- Sprengel Museum Hannover:
  - Fotografie (Teilansicht, Große Gruppe) des 1933 installierten, 1943 zerstörten Merzbaus von Kurt Schwitters;[3]

- Nicolaus Lenau: Schilflieder. In einmaliger Auflage von 100 Exemplaren hergestellt, radiert und auf der Handpresse abgezogen von Wilhelm Redemann. Banas & Dette, Hannover 1923[4]